# 염화 아세틸
염화 아세틸(Acetyl chloride, CH3COCl)은 아세트산이 기원이 되는 염화 아실이다. 아실 할라이드(acid halide)라는 유기 화합물 등급에 속한다. 무색의, 부식성의 휘발성 액체이다. 화학식은 AcCl로 줄여서 쓰는 것이 일반적이다.

## 합성
(CH3CO)2O + HCl  →  CH3COCl + CH3CO2H

## 같이 보기
- 아세트산